# SEMT ピルスティク
SEMT ピルスティク（フランス語：SEMT Pielstick）は、かつてフランスに存在したディーゼルエンジンの製造会社。現在はMANグループの子会社MAN B&Wディーゼル（en:MAN B&W Diesel）に合併されている。

## 歴史
第二次世界大戦後、フランス政府は国家産業における特定分野の振興のための会社を設立する。その使命は船舶用推進機、鉄道用発動機及び発電機、発電用ディーゼルエンジンの開発にあった。
1946年、熱機械研究社（Société d'étude des machines thermiques、SEMT）が設立される。ドイツの技術者グスタフ・ピルスティクと助手のレオナード・ガイスリンガーを招聘し、Uボートに使用されていたMAN 40/46 ディーゼルエンジンを改良させることにあった。
この時点において、自社での生産手段がないのでライセンシーを用いての新たな販売網を構築し、エンジンを市場に供給した。1951年にPA1高速エンジンとPC1準高速エンジンの開発・試験を開始し、1953年に販売された。これ以降、生産されるディーゼルエンジンは軍艦・商船、鉄道輸送、発電所などに使用された。

### 所有権の変遷
1946年にノール製鉄所、ブルターニュ造船所、オーギュスタン・ノルマン造船所、サン＝ナゼール造船所、ソシエテ・ジェネラル機械建設の5社によりSEMTが創設される。1976年にアルストム＝アトランティークの機械事業部門に統合される。
1988年にアルストムが株式を売却し、MTUとMANは当初の保有株式比率は50対50の協力関係であった。1998年2月にMANの持株が増加、2006年12月にMTUは保有する残りの33％を売却し、MANは唯一の株主となりMANディーゼルに社名変更された。

## 事業所
MANディーゼルはフランス国内に2箇所の事業所を置いている。ヴィルパントに25人、サン＝ナゼールに610人の従業員がいる。

## 製品と採用例
本社のディーゼルエンジンは、大きくPCシリーズとPAシリーズに分けられる。

### PAシリーズ
高速ディーゼルエンジン。シリンダーボア（内径）に応じて、PA4-185, PA4-200, PA5, PA6の4つのバリエーションがある

#### PA4
- 8 PA4 V200SA
  - ル・トリオンファン級原子力潜水艦[2]
- 12 PA4 V200VGA
  - びざん型巡視船
  - みはし型巡視船
- 16 PA4 V200VGA
  - あまみ型巡視船
  - びざん型巡視船
  - みはし型巡視船

#### PA6
直列型エンジン（L型）とV型エンジンがある。またSTC (Sequential Turbo-Charging)版も登場している。
- 6 PA6 L280
  - フロレアル級フリゲート
- 12 PA6
  - 元山級機雷敷設艦
  - フォルバン級駆逐艦
  - アンドレア・ドーリア級駆逐艦
  - ラファイエット級フリゲート
  - 「バンガバンドゥ」
- 16 PA6
  - カヒル級コルベット
  - フリーダム級沿海域戦闘艦
  - ジョルジュ・レイグ級駆逐艦
  - 羅津級フリゲート
  - 江凱型フリゲート
  -  大韓民国海軍
    - 高峻峰級揚陸艦
    - 天池級補給艦

  -  インド海軍/ インド沿岸警備隊
    - シヴァリク級フリゲート
    - サマル級巡視船

  -  サウジアラビア海軍
    - アル・マディーナ級フリゲート
    - アル・リヤド級フリゲート
- 18 PA6
  - ピーコック級哨戒艦
  - カサール級駆逐艦
- 20 PA6
  - ハリファックス級フリゲート
  - シグマ型コルベット

### PC2シリーズ
重油を燃料とできる初めての中速ディーゼルエンジン。1963年にPC2が開発され、以後、PC2-1, PC2-2, PC2-5, 1990年代にはさらにPC2-6と順次に改良を重ねてきた。
- 8 PC2
  - モンジュ (ミサイル追跡艦)
  - いず
- 12 PC2
  -  フランス海軍
    - コマンダン・リヴィエル級フリゲート
    - デスティエンヌ・ドルヴ級通報艦
    - ジョアン・ベーロ級フリゲート

  -  ポルトガル海軍
    - ジョアン・コーチニョ級コルベット
    - バッティスタ・デ・アンドラーデ級コルベット

  -  海上保安庁
    - そうや
    - つがる型巡視船
    - 「やしま」
    - くにがみ型巡視船
    - れいめい型巡視船
- 14 PC2
  - リーフ型給油艦
  - 「みずほ」
- 16 PC2
  -  アメリカ海軍
    - ホイッドビー・アイランド級ドック型揚陸艦
    - ハーパーズ・フェリー級ドック型揚陸艦
    - サン・アントニオ級ドック型輸送揚陸艦

  -  イギリス海軍
    - ヘリコプター揚陸艦「オーシャン」
    - フォート・ヴィクトリア級補給艦
    - ローバー級給油艦

  - フードル級揚陸艦
  - しきしま型巡視船
  - 071型揚陸艦
- 18 PC2
  - アーガス (A135)

## ライセンス生産
ピルスティク製エンジンは、各国でライセンス生産されそれぞれ異なる名称で知られる。
- コルト＝ピルスティク - アメリカ合衆国、フェアバンクス＝モース
- クロスリー＝ピルスティク - イギリス、ロールス・ロイス（クロスリー名義で販売）
- 斗山＝ピルスティク - 大韓民国、斗山重工業
- 現代＝ピルスティク - 大韓民国、現代重工業
- キルロスカ＝ピルスティク - インド、キルロスカ・オイル・エンジン
- リンドホルメン＝ピルスティク - スウェーデン、リンドホルメン・モーター
- ピルスティク - 中華人民共和国、陝西柴油機重工
- バルチラ＝ピルスティク - フィンランド、バルチラ トゥルク工場
- JFE-SEMT ピルスティク（NKK-SEMT ピルスティク） - 日本、JFEエンジニアリング（旧日本鋼管時代に技術提携）
- DU-SEMT ピルスティク（IHI-SEMT ピルスティク） - 日本、三井E&S DU（旧石川島播磨重工業時代に技術提携。後にディーゼルユナイテッド→IHI原動機へ事業継承。2023年4月1日、子会社の株式会社IPS相生に事業継承後、三井E&Sが同社の全株式を取得。同日三井E&S DUに社名変更[5][6]）
- 新潟-SEMT ピルスティク - 日本、三井E&S DU（旧新潟鐵工所時代に技術提携。後に新潟原動機へ事業継承。IHI原動機への社名変更後、DUにラインアップを統合）
- 富士-SEMT ピルスティク - 日本、富士ディーゼル（PA4高速ディーゼル機関を中心にライセンス生産。1990年に会社解散。PA4生産ライセンスは新潟鐵工所（現IHI原動機）が、メンテナンス事業は日本鋼管（現JFEエンジニアリング）が継承）
- 川崎-SEMT ピルスティク -日本、川崎重工 原子力発電所用非常用発電設備、事業用離島発電設備、産業用発電設備向けに、PA6ディーゼル機関を生産